# Frieder Burda
Frieder Burda (* 29. April 1936 in Gengenbach; † 14. Juli 2019 in Baden-Baden) war ein deutscher Kunstsammler, Stifter des Museums Frieder Burda und Ehrenbürger von Baden-Baden.

## Leben

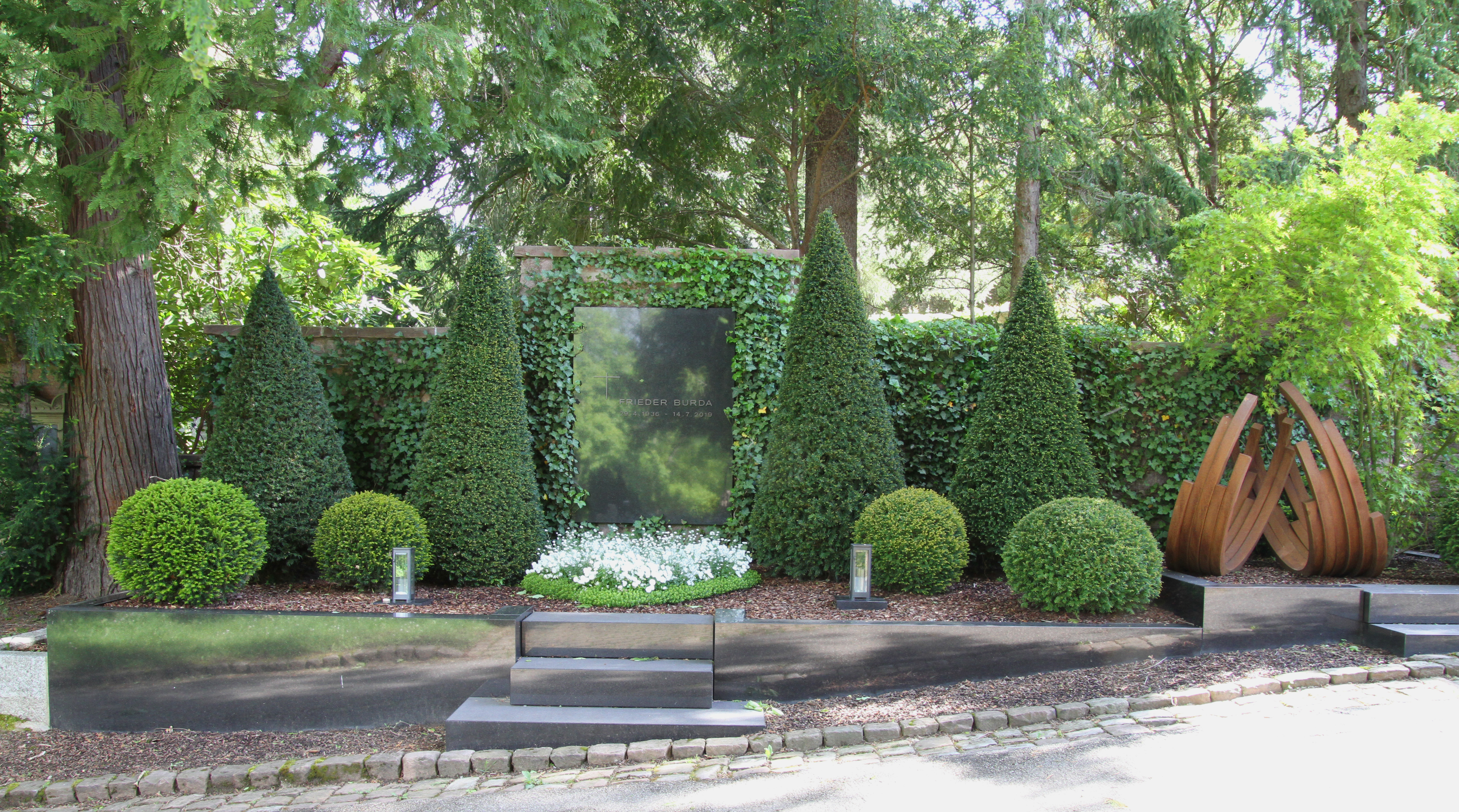
Grab auf dem Hauptfriedhof Baden-Baden

Frieder Burda war der zweite Sohn des Verlegers Franz Burda und dessen Ehefrau Aenne Burda. Gemeinsam mit dem älteren Bruder Franz und dem jüngeren Bruder Hubert wuchs er in Offenburg auf. Nach der Schulzeit in Offenburg, Triberg und in der Schweiz absolvierte er eine Drucker- und eine Verlagslehre. Er wurde im Konzern seines Vaters kaufmännisch ausgebildet. Später folgte ein längerer Aufenthalt in Frankreich, wo Frieder Burda in einem Zeitschriftenverlag tätig war. Mehrere Jahre verbrachte er anschließend in England und den USA, bevor er 1960 von Axel Springer die Ullstein-Druckerei G. C. Klebe in Darmstadt übernahm. Diesen Betrieb entwickelte er zu einer der führenden Akzidenzdruckereien in Europa.
1971 wurden ihm und seinem Bruder Hubert vom Senior Franz Burda jeweils zunächst 24,5 Prozent der Anteile an der Burda GmbH übertragen. 1973 wechselte Burda in die Offenburger Zentrale des Zeitschriftenverlags und wurde gemeinsam mit seinem Bruder zum Geschäftsführer der Burda GmbH ernannt. In den darauf folgenden Jahren war er in verschiedenen Bereichen des Druck- und Verlagsimperiums tätig. 1974 wurde er von seinem Vater zum „Chef der Finanzen und Verwaltung“ ernannt; auch fielen Beteiligungen – wie 26 Prozent am Axel Springer Verlag bis 1988 – in seinen Zuständigkeitsbereich.
Nach dem Tod seines Vaters im Jahr 1986 erbte er gemeinsam mit seinem Bruder Franz ein umfangreiches Beteiligungspaket, während sein Bruder Hubert den gesamten Druck- und Verlagsbereich übernahm. Ab 1988 war er mit Franz Burda mit einer Beteiligung von 45 Prozent größter Anteilseigner von German Wings. Vom Manager Magazin wurde Frieder Burdas Vermögen 2018 auf rund 1 Mrd. Euro geschätzt.

## Kunstsammlung
Seine Lebensaufgabe fand Frieder Burda in der Kunst. Im Alter von 32 Jahren kaufte er 1968 auf der 4. documenta ein Bild des zeitgenössischen Malers Lucio Fontana für etwa 3500 Mark und legte damit den Grundstein für eine hochkarätige Kunstsammlung. Auf diese Weise setzte er einerseits eine Tradition seines Vaters fort, der Werke von bedeutenden expressionistischen Malern gesammelt hatte, andererseits versuchte Burda sich durch die Hinwendung zur zeitgenössischen Malerei von seinem Vater abzugrenzen.
Seit Mitte der 1980er Jahre sammelte Burda intensiv und systematisch die Werke von Gerhard Richter und Sigmar Polke. Von diesen sind Exponate aus allen Lebensabschnitten in der Sammlung vorhanden. Sie vermitteln einen fast vollständigen Einblick in Werk und Werkentwicklung der beiden Künstler, die die zeitgenössische Kunst entscheidend geprägt haben. Gerade im Blick auf diese Künstler gilt die „Sammlung Frieder Burda“ international als eine der bedeutendsten und qualitätsvollsten Privatsammlungen. artnet zählte Burda 2016 zu den 10 wichtigsten deutschen Sammlern.
Die Sammlung umfasste im Jahr 2002 fast 500 Werke moderner und zeitgenössischer Kunst. Zu Beginn seiner Sammlertätigkeit entschied sich Burda oft spontan und impulsiv für den Kauf eines Werkes. Später wuchs die Sammlung organisch, systematisch und konsequent – dabei immer unter seinem hohen, persönlichen Engagement. Den Kern der Sammlung bilden expressionistische Tendenzen. Dabei konzentriert sie sich auf eine überschaubare Anzahl von Künstlern, die mit Entschiedenheit gesammelt wurden und von denen umfangreiche Werkkomplexe vorhanden sind. Der deutsche Expressionismus mit Werken von Max Beckmann, Ernst Ludwig Kirchner, Wilhelm Lehmbruck und August Macke markiert den Ausgangspunkt der Sammlung.
Ein in Deutschland einzigartiger Werkkomplex aus dem lange Zeit umstrittenen Spätwerk Pablo Picassos mit expressiven Darstellungen der menschlichen Figur schließt sich an. Der amerikanische abstrakte Expressionismus mit Werkgruppen von Jackson Pollock, Willem de Kooning und Mark Rothko bildet einen weiteren Schwerpunkt der Sammlung. Die Auswahl der Bilder ermöglicht es, die Entwicklung der Künstler von figurativen Kompositionen hin zu großzügig abstrakten Gesten und Farbfeldern nachzuvollziehen.
Besonders umfassend dokumentiert die Sammlung die deutsche Kunst der zweiten Nachkriegsgeneration, der Altersgenossen Frieder Burdas. Georg Baselitz ist sehr stark vertreten. Von dessen Partner und Freund der 1960er Jahre, Eugen Schönebeck, von dem insgesamt nur 40 Werke erhalten sind, befinden sich zwei Hauptwerke in der Sammlung. Auch Werke des österreichischen Künstlers Arnulf Rainer wurden intensiv von Burda gesammelt.
Um die Sammlung zu bewahren und der Öffentlichkeit zugänglich zu machen, wurde 1998 die „Stiftung Frieder Burda“ gegründet. Diese finanzierte den Neubau „Sammlung Frieder Burda“ in Baden-Baden und kommt auch in vollem Umfang für dessen laufende Kosten auf. Der Zweck der Stiftung ist die Förderung von Kunst, Kultur und Wissenschaft. Dieser Anspruch wird in erster Linie durch das Museum für moderne Kunst verwirklicht, in welchem die Kunstsammlung des Stifters der Öffentlichkeit zugänglich gemacht wurde. Einziger Stifter war Frieder Burda.
Mit dem Bau beauftragt wurde der New Yorker Architekt Richard Meier, der das 20-Millionen-Euro-Projekt bis Herbst 2004 umsetzte. Im Oktober 2004 eröffnete Burda das Museum in der Baden-Badener Lichtentaler Allee.
Ende 2016 gab Frieder Burda bekannt, den Stiftungsvorstand abzugeben.

## Auszeichnungen, Preise
- 2002: Art-Cologne-Preis
- 2005: Ehrenbürgerrecht der Stadt Baden-Baden

## Privates
Frieder Burda war in dritter Ehe mit Elke Burda verheiratet; seine erste Ehe schloss er 1961 mit Carina Friedrich, seine zweite mit Monika Wildenburg. Er hatte keine leiblichen Kinder.
Burda war begeisterter Flieger – er flog selbst seit 1956 und brachte es bis zum Linienpilotenschein.

## Herausgeberschaft
- Marc Chagall, Jean-Louis Prat, Frieder Burda: Chagall. In neuem Licht. Buch zur Ausstellung im Museum Frieder Burda. (Gebundene Ausgabe) Hatje Cantz Verlag, 2006, ISBN 3-7757-1845-1.
- Pablo Picasso, Frieder Burda, Klaus Gallwitz, Heiner Bastian: Picasso. Von Mougins nach Baden-Baden. Der Späte Picasso. (Gebundene Ausgabe) Hatje Cantz Verlag, 2005, ISBN 3-7757-1707-2.
- Heiner Bastian: Sammlung Frieder Burda. Bestandskatalog. (Gebundene Ausgabe) Hatje Cantz Verlag, 2004, ISBN 3-7757-1465-0.
- Richard Meier, Gerhard Everke, Klaus Gallwitz, Frieder Burda, Wolfgang Pehnt, Isabel Greschat, Stiftung Frieder Burda: Richard Meier. Museumsneubau Sammlung Frieder Burda in Baden-Baden. Publikation zur Eröffnung des Museums im Oktober 2004. (Broschiert) Hatje Cantz Verlag. 2004, ISBN 3-7757-1530-4-